# Institut royal des études européennes
L'Institut royal des études européennes (Real Instituto de Estudios Europeos - RIEE), dont le siège est à Saragosse (Espagne), est un think tank et un centre de formation de haut niveau et de recherche spécialisé dans le domaine des affaires européennes.

## Historique
Créé en 1986 lors de l'entrée de l'Espagne au sein des Communautés européennes, l'Institut dispense divers cours et diplômes, par exemple un master en affaires européennes (Máster en Unión Europea), ou depuis 1995 l'Académie européenne de Jaca (cours d'été). De plus l'Institut remet une médaille aux personnalités importantes de l'histoire de la construction européenne. Enfin l'Institut a publié divers ouvrages de recherche notamment en matière de droit communautaire.

## Master en Union européenne
Le master en soi est pluridisciplinaire et traite de la politique et de l'action des Communautés européennes et de l'Union européenne, cela d'un point de vue juridique, économique, historique, politique et social. Le master dont la 28e édition débute en octobre 2015 est organisé en coopération avec le ministère espagnol des Affaires étrangères et de la Coopération, la Commission européenne, le Parlement européen, le Tribunal de justice de l'Union européenne, la Banque européenne d'investissement, et le programme Jean Monnet de formation sur les institutions européennes et le droit communautaire de l'université de Saragosse, etc. Les cours sont dispensés par des acteurs de la vie politique, universitaire, diplomatique et économique, ainsi que par des hauts-fonctionnaires des institutions espagnoles, européennes et internationales.
Le master est dirigé par le professeur Maximiliano Bernad (président de l'Institut et professeur émérite de droit international public de l'université de Saragosse). 
Le master organise pour chaque promotion un cours inaugural donné par une personnalité comme Pedro Solbes, Isabel Tocino, Loyola de Palacio, Manuel Pizarro, Trinidad Jiménez ou Antonio Sáinz de Vicuña y Barroso. Enfin le Master est professionnel et se déroule à Saragosse avec des visites de travail à Madrid, Bruxelles, Strasbourg, Luxembourg et Francfort.
La 26e promotion du master a été parrainée par le président de la Banque centrale européenne, Mario Draghi. 

## Académie européenne de Jaca
Organisée chaque année (en juillet) dans la ville de Jaca (nord de l'Espagne), ce cours d'été est composé de conférences et de tables rondes portant sur l'Union européenne et la fonction publique internationale. Elle est organisée par l'Institut royal des études européennes en coopération avec le ministère espagnol des Affaires étrangères et de la Coopération, la Real Sociedad Económica Aragonesa de Amigos del País, le programme Jean Monnet de l'université de Saragosse et la mairie de Jaca. De plus l'organisation est soutenue par la banque Ibercaja et le gouvernement de la communauté autonome d'Aragon.

## Médaille de l'Institut royal des études européennes
L'Institut royal des études européennes a remis la médaille d'argent à José María Aznar, Boutros Boutros-Ghali, José Manuel Durão Barroso, Manuel Fraga, Rodrigo Rato, Pedro Solbes, Jaime Mayor Oreja, Loyola de Palacio, Javier Solana, René-Jean Dupuy, Javier Elorza et l'Académie de droit international de La Haye. La médaille d'or a été remise au roi Juan Carlos I, à Felipe González, à José Manuel Durão Barroso, à Javier Solana et à Antonio Sáinz de Vicuña. En mai 2016, la médaille d'or a été remise au roi Felipe VI pour sa contribution au maintien de l'unité de l'Espagne et à l'intégration européenne.